# Château de La Teyssonnière
Le château de La Teyssonnière est situé sur la commune de Buellas, en France.

## Situation
Le château est situé dans le département de l'Ain sur la commune de Buellas, en région Auvergne-Rhône-Alpes. 

## Description
Le château est construit dans le parc botanique de la Teyssonnière. Le château en briques est entouré de fossés à l’emplacement d'une maison forte primitive en bois. 

## Historique
Le château a été construit par Étienne de La Teyssonnière vers 1346. Le château a été plusieurs fois reconstruit selon le style des siècles ; il subsiste encore de nos jours après avoir été dévasté sous la Révolution.